# Isagoras schraderi
Isagoras schraderi är en insektsart som beskrevs av Rehn, J.A.G. 1947. Isagoras schraderi ingår i släktet Isagoras och familjen Pseudophasmatidae. Inga underarter finns listade i Catalogue of Life.